# Flektogon

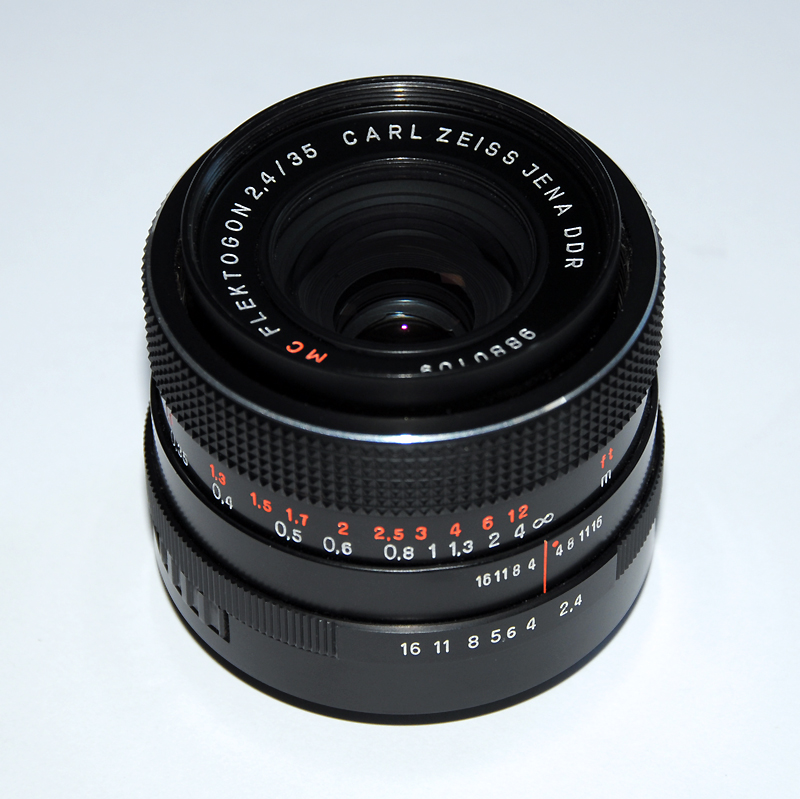
Carl Zeiss Jena, Flektogon 1:2.4/35 mm Objektiv

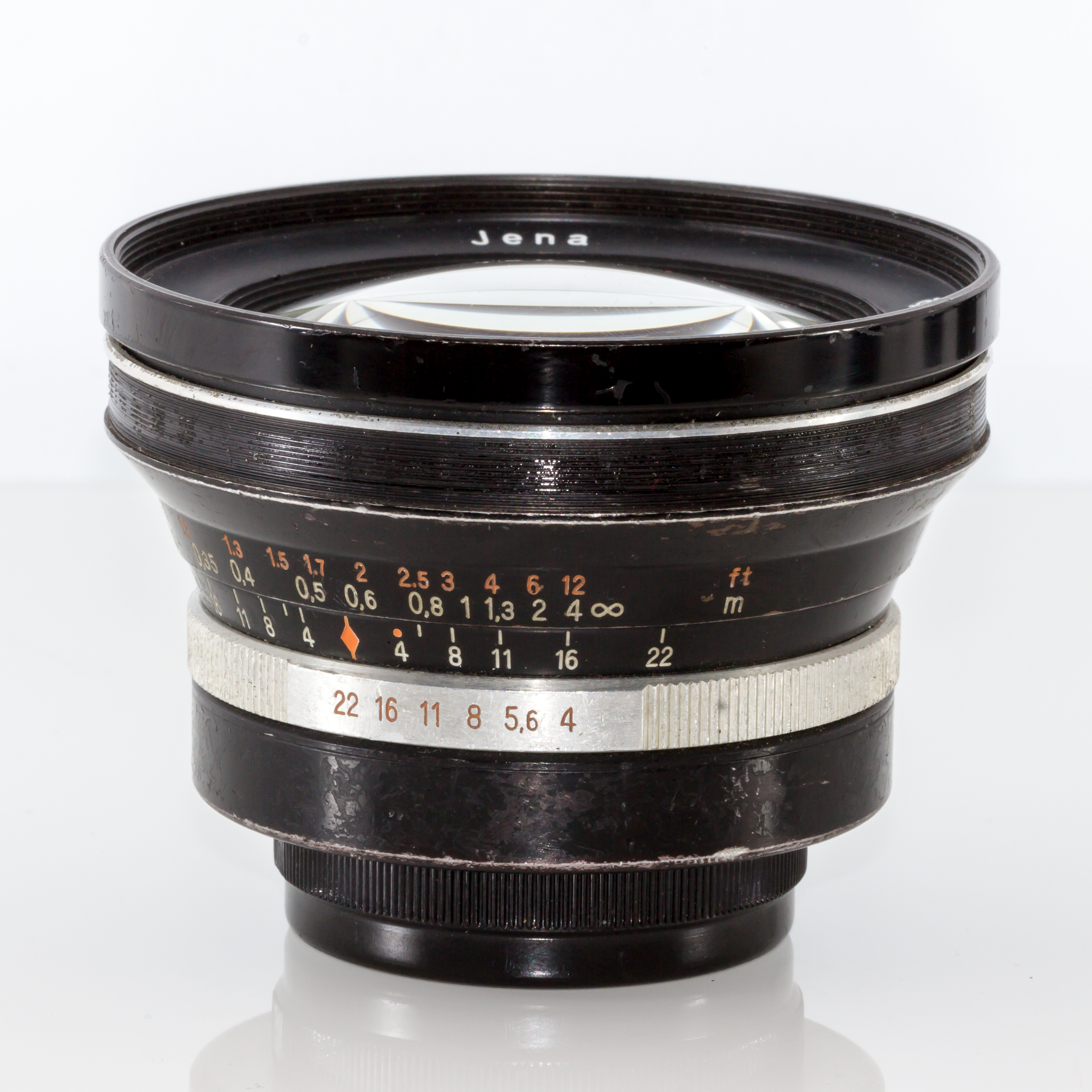
Carl Zeiss Jena, Flektogon 1:4/20 mm mit M42-Objektivgewinde

Flektogon ist die Typenbezeichnung einer Weitwinkelobjektivserie mit verlängerter Schnittweite des VEB Carl Zeiss Jena. Als Erstes entstand das Flektogon 1:2,8/35 mm 1950 als Weitwinkel für Spiegelreflexkameras. Seine Entwicklung verlief parallel und unabhängig von Pierre Angenieux’ Retrofocus Objektiv, dessen optische Konstruktion sich durch die Verwendung eines abgewandelten Triplet-Typs als Grundobjektiv erheblich von dem auf einem Gaußtyp basierenden Flektogon unterschied. Während vom Flektogon 2,8/35 mm 1950 erste Vorserienmuster produziert wurden, meldete Angenieux seine Entwicklung am 29. Juli 1950 in den USA zum Patent an. Die Gruppe um Harry Zöllner in Jena meldete ihre Patente erst 1953 an, als von beiden Objektiven die Serienfertigung begann.
Die spezielle Konstruktion bedeutete einen besonderen Fortschritt, ermöglichte sie doch lichtstarke Weitwinkelobjektive an Spiegelreflexkameras. Es war allerdings nicht das erste derartige optische System mit kurzer Brennweite und langer Schnittweite. Ein solches wurde bereits im Jahr 1930 vom Briten Horrace William Lee zum Patent angemeldet. Damals allerdings zur Verwendung an Kinokameras mit Strahlteilerprismen.
Anschließend wurde dieser neue Objektivtyp von allen namhaften Herstellern in Varianten gefertigt, z. B. auch als Distagon von Carl Zeiss (Oberkochen). Der Flektogontyp wurde ständig weiter entwickelt, 1956 erschien das Flektogon 1:4/25 mm, 1961 das Flektogon 1:4/20 mm als erstes Superweitwinkelobjektiv für Spiegelreflexkameras mit 93 Grad Bildwinkel, dem 1976 das Flektogon 1:2,8/20 mm folgte. Diese Objektive wurden für nicht-Autofokus-M42-Objektivgewinde und mit anderen Anschlüssen hergestellt. Später (ab 1978) wurden Objektive auch für den Bajonettanschluss von Kameras der Praktica-B-Serie unter dem Namen „Prakticar“ hergestellt.

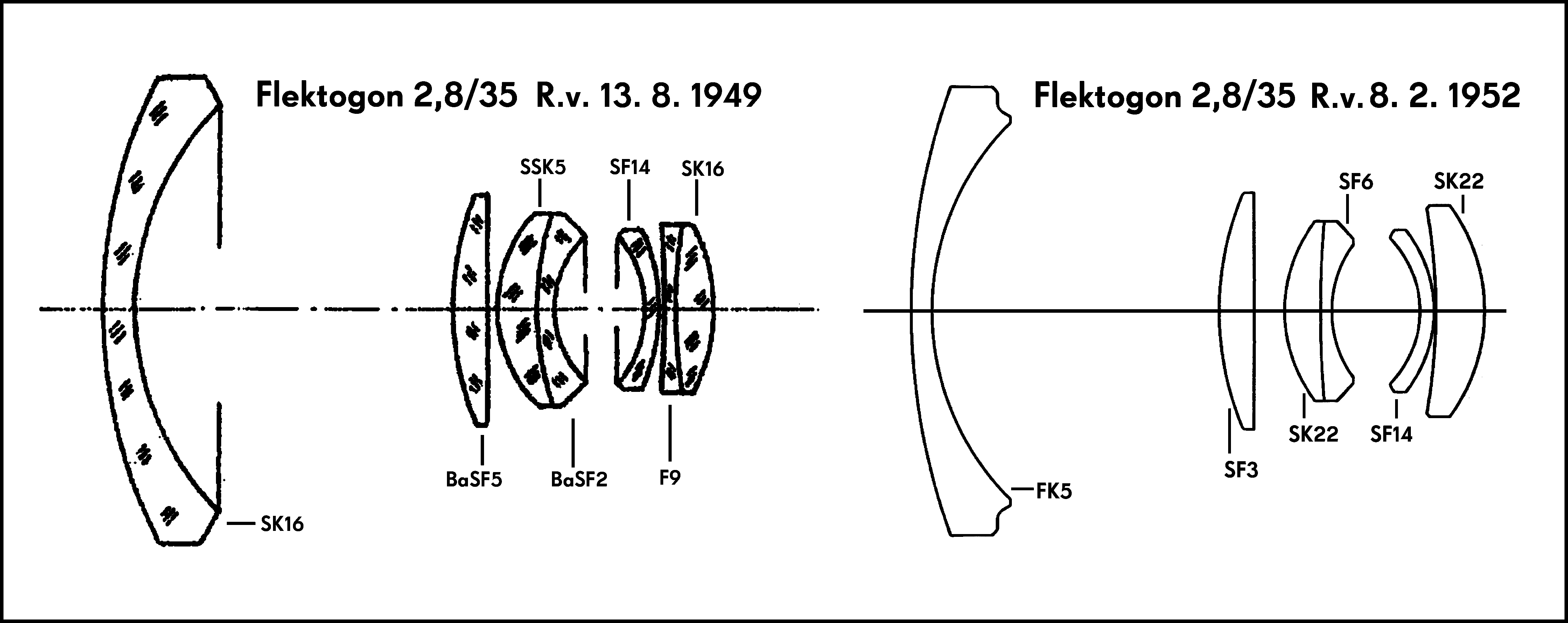
Vergleich der ursprünglichen Version des Flektogons 2,8/35 mm vom 13. August 1949, von der nur etwa 250 Exemplare gefertigt wurden, mit derjenigen Rechnung vom 8. Februar 1952, auf der dann die Großserienproduktion dieses Weitwinkels beruhte. Die angegebenen Glasarten lassen erkennen, dass bei letzterer die großen Vorteile der damals neuartigen Lanthan-Schwerkrone ausgenutzt wurden.

Für das 6x6-Format (Praktisix/Pentacon Six) wurden das Flektogon 1:2,8/65 mm und das bekannte Flektogon 1:4/50 mm hergestellt.
Weiterhin gab es Typen für den Schmalfilm. 1991 lief die Produktion aus.